# Sybra minutior
Sybra minutior là một loài bọ cánh cứng trong họ Cerambycidae.